# Paweł Szajda
Paweł Szajda (Pawel B. Szajda, ur. 13 stycznia 1982 w Farmington, Connecticut) – amerykański aktor polskiego pochodzenia.

## Życiorys
Jego rodzice są emigrantami z Polski. Ma czworo rodzeństwa. Ukończył anglistykę i ekonomię na Fordham University w Nowym Jorku.
Zadebiutował w 2003 roku w filmie Pod słońcem Toskanii w reżyserii Audrey Wells, gdzie zagrał rolę Pawła, polskiego emigranta. W 2009 roku wcielił się w postać Bogusia, jedną z głównych ról w filmie Tatarak Andrzeja Wajdy.

## Filmografia
- Imperium (2017)
- Zdrajca w naszym typie (Our Kind of Traitor, 2016)
- Wygrany (2011)
- Tatarak (2009)
- Generation Kill: Czas wojny (serial telewizyjny, 2008)
- Death Without Consent (2007)
- Venom (2005)
- Hope i Faith (Hope & Faith serial telewizyjny, 2004)
- Pod słońcem Toskanii (Under the Tuscan Sun 2003)